# Limerick City Gallery of Art

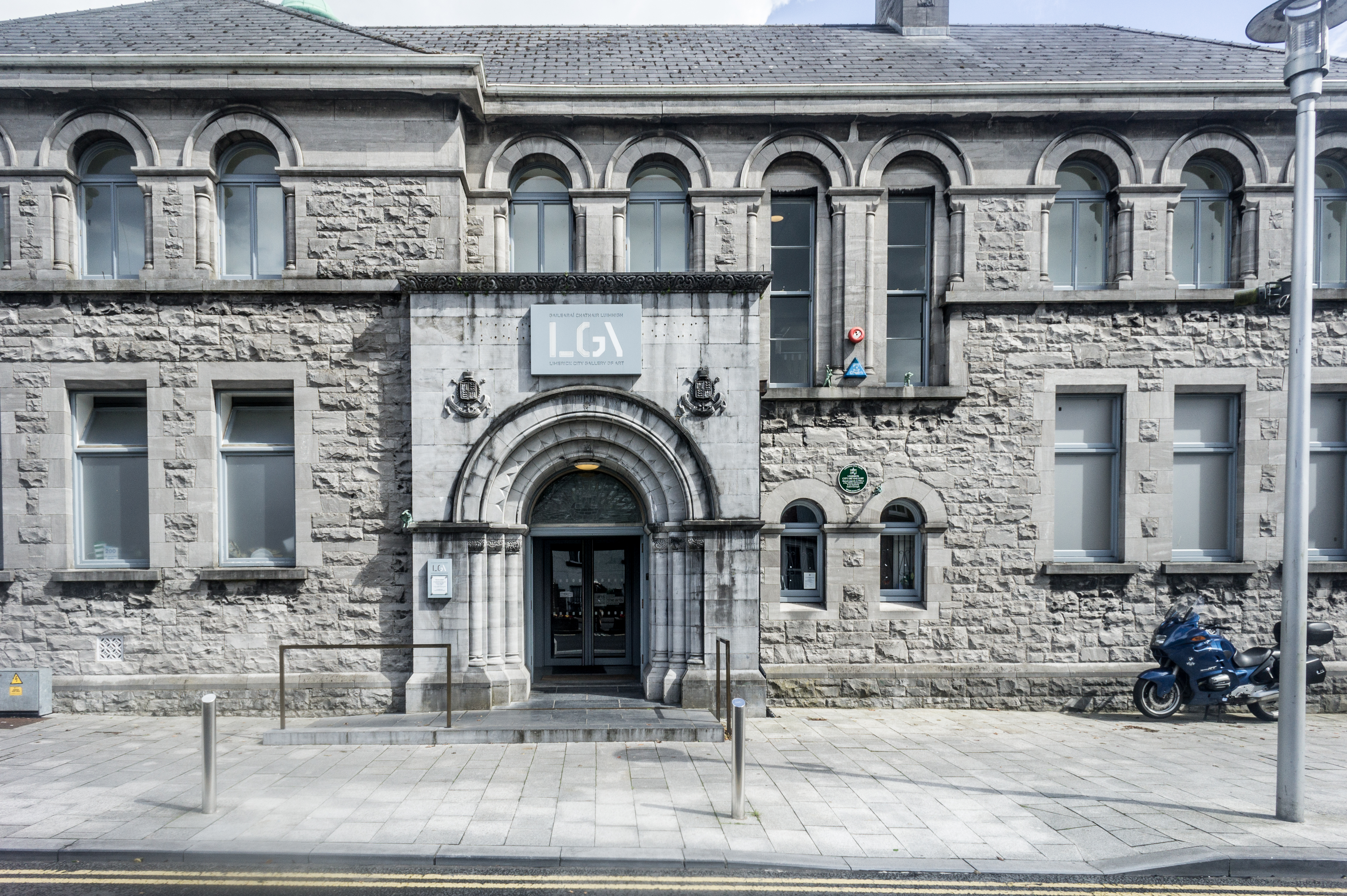
Limerick City Gallery of Art

Die Limerick City Gallery of Art (irisch Gailearaí Ealaíon Chathair Luimní) ist ein Kunstmuseum in der Stadt Limerick in der Grafschaft Limerick in der Provinz Munster im Südwesten der Republik Irland.
Das Museum befindet sich in einem neuromanischen Gebäude, das 1906 als Carnegie-Bibliothek und Museum erbaut und von dem Philanthropen Andrew Carnegie finanziert wurde. Die  Limerick City Gallery of Art wurde 1936 gegründet und hat das Carnegie-Gebäude übernommen. Es wurde durch einen neu errichteten  Ausstellungssaal erweitert. Die ständige Ausstellung umfasst irische Kunstwerke aus dem 18., 19. und  20. Jahrhundert.

## Sonderausstellungen
Von Januar bis April 2014 wurde im Limerick Museum die Haselbeck Collection gezeigt, eine Reihe von Bildern und Fotoarbeiten von Franz S. Haselbeck aus den frühen 1900er Jahren. Die Ausstellung wurde vom Präsidenten von Irland Michael D. Higgins im Februar besucht.
Das Gebäude gehört dem Limerick City Council, der Eintritt ist kostenlos.